# Vicariat apostolique de Darién
Le vicariat apostolique de Darién (en latin : Vicariatus Apostolicus Darienensis ; en espagnol : Vicariato apostólico de Darién) est un vicariat apostolique de l'Église catholique au Panama directement soumis au Saint-Siège.

## Territoire
Il est situé dans la province de Darién ainsi que dans les comarques indigènes de Emberá-Wounaan et Kuna de Wargandí sur un territoire d'une superficie de 16 666 km2 divisé en 7 paroisses. Le siège est à Metetí où se trouve la cathédrale de Notre-Dame de Guadalupe.

## Historique
Le vicariat apostolique est érigé le 29 novembre 1925 en prenant sur le territoire du diocèse de Panama (aujourd'hui archidiocèse de Panama).
Le 15 décembre 1988, il cède une portion de son territoire pour l'érection du diocèse de Colón (aujourd'hui diocèse de Colón-Kuna Yala).

## Évêques
- Juan José Maíztegui y Besoitaiturria, C.M.F (1926-1932) nommé évêque auxiliaire de Panama
- José María Preciado y Nieva, C.M.F (1934-1955)
- Jesús Serrano Pastor, C.M.F (1956-1981)
- Carlos María Ariz Bolea, C.M.F (1981-1988) nommé évêque de Colón
- Rómulo Emiliani Sánchez, C.M.F (1988-2002) nommé évêque auxiliaire de San Pedro Sula
  - Sede vacante (2002-2005)
- Pedro Joaquín Hernández Cantarero, C.M.F (2005- ), également évêque titulaire de Thabraca (de)